# Danny Green (Basketballspieler)
Daniel Richard „Danny“ Green (* 22. Juni 1987 in North Babylon, New York) ist ein US-amerikanischer Basketballspieler, der seit 2009 bis auf einzelne Unterbrechungen in der nordamerikanischen NBA spielt. Green ist vor allem als guter Verteidiger und Distanzschütze bekannt.

## Karriere
Während seines Studiums an der University of North Carolina at Chapel Hill gehörte Green vier Spielzeiten von 2005 bis 2009 der Hochschulmannschaft der Tar Heels in der Atlantic Coast Conference (ACC) der NCAA Division I an. Green stellte mit 123 Siegen in 145 Spielen eine Bestmarke für die Collegemannschaft auf, für die unter anderem auch die NBA All-Stars Michael Jordan und James Worthy tätig waren.
Innerhalb der ACC war Green am Ende seiner Collegekarriere der einzige Spieler mit jeweils mindestens 1.000 Punkten, 500 Rebounds, 250 Assists, 150 Dreipunktewürfen, 150 geblockten Würfen und 150 Ballgewinnen. 2009 gewann er mit den Tar Heels die NCAA-Meisterschaft.
Im NBA-Draftverfahren 2009 wurde Green von den Cleveland Cavaliers an 46. Stelle ausgewählt. In der Saison 2009/10 absolvierte er 20 Spiele für die Cavaliers und zwei Einsätze in der NBA Development League (D-League) für deren Farmteam Erie BayHawks. Zwei Wochen vor Saisonbeginn der folgenden Spielzeit 2010/11 wurde er aus seinem Vertrag entlassen und einen Monat später von den San Antonio Spurs verpflichtet.
Nach einer Woche und zwei Einsätzen wurde er von den Texanern wieder entlassen und absolvierte weitere Einsätze in der D-League für die Reno Bighorns, bevor er im März 2011 erneut von den San Antonio Spurs verpflichtet wurde. Er bestritt neben einem Einsatz für das Farmteam der Spurs, den Austin Toros, weitere sechs NBA-Einsätze.
Während des NBA-Lockouts zu Beginn der folgenden Saison verstärkte Green die slowenische Mannschaft KK Union Olimpija aus der Hauptstadt Ljubljana und kam bis Dezember 2011 auch zu Einsätzen im höchsten europäischen Vereinswettbewerb, der EuroLeague.
Nach dem Ende des Lockouts gaben die Spurs Green erneut einen Vertrag und verpflichteten ihn in der folgenden Sommerpause längerfristig. Ab der Saison 2012/2013 wurde Green zum Stammspieler und stand auf der Shooting-Guard-Position regelmäßig in der Anfangsaufstellung der texanischen Mannschaft. In der NBA-Finalserie 2013 überbot Green im fünften Spiel den bisherigen Höchstwert für verwandelte Dreipunktewürfe (22) von Ray Allen, indem er seinen 23. Dreier verwandelte. Nachdem das Finale gegen die Miami Heat knapp in sieben Spielen verloren gegangen war, gelang ein Jahr später die Revanche, Green und die Spurs gewannen den NBA-Titel.
Im Juli 2015 verlängerte er seinen Vertrag um vier Jahre, die Vereinbarung umfasste ein Gesamtgehalt von 45 Mio. Dollar. Am 18. Juli 2018 wurde er in einem Tausch mit Kawhi Leonard zu den Toronto Raptors geschickt. 2019 gewann er mit den Raptors die NBA-Meisterschaft. Anschließend unterschrieb er einen Vertrag bei den Los Angeles Lakers. Mit den Kaliforniern gewann er im ersten Jahr ebenfalls den Titel, womit er und LeBron James die dritten und vierten NBA-Spieler wurden, die mit drei verschiedenen Mannschaften die Meisterschaft holten.
Green stieß im November 2020 zu den Oklahoma City Thunder. Noch vor dem Saisonbeginn 2020/21 war er erneut Gegenstand eines Spielertauschs, diesmal gelangte er zu den Philadelphia 76ers. Am 24. Juni 2022 wurde er an die Memphis Grizzlies abgegeben, für die er bis Februar 2023 spielte, als Green im Rahmen eines umfangreichen Tauschgeschäfts zu den Houston Rockets kam. Die Texaner verzichteten jedoch auf seine Dienste, Houston gab nur wenige Tage später die Trennung bekannt. Green wurde drei Tage später von den Cleveland Cavaliers verpflichtet.
Mitte September 2023 wurde er wieder von den Philadelphia 76ers unter Vertrag genommen.

## Auszeichnungen
Green wurde 2005 zum „McDonald’s Game“ der All-American-High School-Spieler eingeladen. Nach der Saison 2008/09 wurde er innerhalb seiner spielstarken NCAA-Division-I-Conference in das ACC All-Defensive Team gewählt, was den fünf besten Verteidigungsspielern der abgelaufenen Collegespielzeit in der Atlantic Coast Conference entspricht.

## Karriere-Statistiken

### NBA

#### Hauptrunde
| Saison  | Team         | GP  | GS  | MPG  | FG % | 3P % | FT % | RPG | APG | SPG | BPG | PPG  |
| ------- | ------------ | --- | --- | ---- | ---- | ---- | ---- | --- | --- | --- | --- | ---- |
| 2009–10 | Cleveland    | 20  | 0   | 5.8  | .385 | .273 | .667 | 0.9 | 0.3 | 0.3 | 0.2 | 2.0  |
| 2010–11 | San Antonio  | 8   | 0   | 11.5 | .486 | .368 | —    | 1.9 | 0.3 | 0.3 | 0.1 | 5.1  |
| 2011–12 | San Antonio  | 66  | 38  | 23.1 | .442 | .436 | .790 | 3.5 | 1.3 | 0.9 | 0.7 | 9.1  |
| 2012–13 | San Antonio  | 80  | 80  | 27.5 | .448 | .429 | .848 | 3.1 | 1.8 | 1.2 | 0.7 | 10.5 |
| 2013–14 | San Antonio  | 68  | 59  | 24.3 | .432 | .415 | .794 | 3.4 | 1.5 | 1.0 | 0.9 | 9.1  |
| 2014–15 | San Antonio  | 81  | 80  | 28.5 | .436 | .418 | .874 | 4.2 | 2.0 | 1.2 | 1.1 | 11.7 |
| 2015–16 | San Antonio  | 79  | 79  | 26.1 | .376 | .332 | .739 | 3.8 | 1.8 | 1.0 | 0.8 | 7.2  |
| 2016–17 | San Antonio  | 68  | 68  | 26.6 | .392 | .379 | .844 | 3.3 | 1.8 | 1.0 | 0.9 | 7.3  |
| 2017–18 | San Antonio  | 70  | 60  | 25.6 | .387 | .363 | .769 | 3.6 | 1.6 | 0.9 | 1.1 | 8.6  |
| 2018–19 | Toronto      | 80  | 80  | 27.7 | .465 | .455 | .841 | 4.0 | 1.6 | 0.9 | 0.7 | 10.3 |
| 2019–20 | L.A. Lakers  | 68  | 68  | 24.8 | .416 | .367 | .688 | 3.3 | 1.3 | 1.3 | 0.5 | 8.0  |
| 2020–21 | Philadelphia | 69  | 69  | 28.0 | .412 | .405 | .775 | 3.8 | 1.7 | 1.3 | 0.8 | 9.5  |
| 2021–22 | Philadelphia | 62  | 28  | 21.8 | .394 | .380 | .786 | 2.5 | 1.0 | 1.0 | 0.6 | 5.9  |
| Gesamt  | Gesamt       | 819 | 709 | 25.3 | .421 | .399 | .804 | 3.4 | 1.6 | 1.0 | 0.8 | 8.7  |

#### Play-offs
| Saison  | Team         | GP  | GS  | MPG  | FG % | 3P % | FT % | RPG | APG | SPG | BPG | PPG  |
| ------- | ------------ | --- | --- | ---- | ---- | ---- | ---- | --- | --- | --- | --- | ---- |
| 2010–11 | San Antonio  | 4   | 0   | 1.8  | .333 | .250 | —    | 0.3 | 0.5 | 0.3 | 0.3 | 1.3  |
| 2011–12 | San Antonio  | 14  | 12  | 20.6 | .418 | .345 | .700 | 3.2 | 1.1 | 0.5 | 0.7 | 7.4  |
| 2012–13 | San Antonio  | 21  | 21  | 31.9 | .446 | .482 | .800 | 4.1 | 1.5 | 1.0 | 1.1 | 11.1 |
| 2013–14 | San Antonio  | 23  | 23  | 23.0 | .491 | .475 | .818 | 3.0 | 0.9 | 1.4 | 0.7 | 9.3  |
| 2014–15 | San Antonio  | 7   | 7   | 29.1 | .344 | .300 | .667 | 3.1 | 2.1 | 1.0 | 1.0 | 8.3  |
| 2015–16 | San Antonio  | 10  | 10  | 26.7 | .462 | .500 | .667 | 3.1 | 0.7 | 2.1 | 0.8 | 8.6  |
| 2016–17 | San Antonio  | 16  | 16  | 27.2 | .405 | .342 | .571 | 3.6 | 1.4 | 0.6 | 0.9 | 7.8  |
| 2017–18 | San Antonio  | 5   | 5   | 20.6 | .267 | .250 | —    | 2.2 | 0.2 | 0.2 | 0.8 | 4.2  |
| 2018–19 | Toronto      | 24  | 24  | 28.5 | .342 | .328 | .913 | 3.6 | 1.1 | 1.3 | 0.5 | 6.9  |
| 2019–20 | L.A. Lakers  | 21  | 21  | 25.0 | .347 | .339 | .667 | 3.1 | 1.2 | 1.0 | 0.8 | 8.0  |
| 2020–21 | Philadelphia | 8   | 8   | 24.9 | .438 | .378 | —    | 2.6 | 2.6 | 1.1 | 1.0 | 7.0  |
| Gesamt  | Gesamt       | 153 | 147 | 25.6 | .405 | .387 | .753 | 3.2 | 1.2 | 1.1 | 0.8 | 8.1  |